# Piotr Pletniow
Piotr Aleksandrowicz Pletniow (Пётр Александрович Плетнёв, ur. 21 sierpnia 1792 w Twerze, zm. 10 stycznia 1866 w Paryżu) – rosyjski pisarz i krytyk literacki.
Był profesorem na Uniwersytecie w Sankt-Petersburgu, w latach 1840–1861 rektorem tej uczelni. 
Przyjaźnił się z Aleksandrem Puszkinem, był wydawcą jego wierszy, a po jego śmierci prowadził czasopismo Sowriemiennik.